# Champion (album)
Pour les articles homonymes, voir Champion (homonymie).
Albums de RuPaul
Red Hot
(2004) Glamazon
(2011)
Champion est le quatrième album studio de la drag queen américaine RuPaul, sorti le 24 février 2009.

## Liste des chansons
Toutes les chansons sont écrites par  RuPaul Charles et Lucian Piane.
| No  | Titre                                      | Durée |
| --- | ------------------------------------------ | ----- |
| 1.  | Main Event                                 | 4:30  |
| 2.  | Jealous of My Boogie                       | 3:38  |
| 3.  | Cover Girl                                 | 2:59  |
| 4.  | Tranny Chaser                              | 3:36  |
| 5.  | LadyBoy                                    | 3:05  |
| 6.  | Champion                                   | 3:37  |
| 7.  | Never Go Home Again                        | 4:43  |
| 8.  | Destiny Is Mine                            | 3:48  |
| 9.  | Let's Turn the Night                       | 3:46  |
| 10. | Devil Made Me Do It                        | 3:05  |
| 11. | Theme from 'Drag Race'                     | 4:47  |
| 12. | Throw Ya Hands Up (en duo avec Lady Bunny) | 5:48  |

## Classements musicaux
| Classements (2009)                     | Meilleure position |
| -------------------------------------- | ------------------ |
| U.S. Billboard Dance/Electronic Albums | 12                 |
| U.S. Billboard Top Heatseekers         | 26                 |